# Rhodactis
Genre
Rhodactis est un genre de cnidaires de la famille des Corallimorphidae.

## Liste des genres
Selon World Register of Marine Species (10 février 2015) :
- Rhodactis bryoides Haddon & Shackleton, 1893 — Indo-Pacifique central
- Rhodactis howesii Saville-Kent, 1893 — Pacifique sud-ouest
- Rhodactis inchoata Carlgren, 1943 — Pacifique ouest
- Rhodactis indosinensis Carlgren, 1943 — Indo-Pacifique central
- Rhodactis musciformis Duchassaing & Michelotti, 1864
- Rhodactis osculifera (Le Sueur, 1817) — Caraïbes
- Rhodactis rhodostoma (Hemprich & Ehrenberg in Ehrenberg, 1834) — Mer Rouge et Indo-ouest-Pacifique